# Сан Пјетро ин Амантеа
Сан Пјетро ин Амантеа (итал. San Pietro in Amantea) је насеље у Италији у округу Козенца, региону Калабрија.
Према процени из 2011. у насељу је живело 206 становника. Насеље се налази на надморској висини од 379 м.

## Становништво
Према резултатима пописа становништва 2011. у општини је живело 534 становника.
| 1931. | 1936. | 1951. | 1961. | 1971. | 1981. | 1991. | 2001. | 2011. |
| ----- | ----- | ----- | ----- | ----- | ----- | ----- | ----- | ----- |
| 1.651 | 1.671 | 1.705 | 1.269 | 873   | 745   | 731   | 611   | 534   |